# Scottish Division One 1934-1935
La Scottish Division One 1934-1935 è stata la 45ª edizione della massima serie del campionato scozzese di calcio, disputato tra l'11 agosto 1934 e il 30 aprile 1935 e concluso con la vittoria dei Rangers, al loro ventiduesimo titolo, il terzo consecutivo.
Capocannoniere del torneo è stato Jimmy Smith (Rangers) con 36 reti.

## Classifica finale
Fonte:
|  | Pos. | Squadra             | Pt | G  | V  | N  | P  | GF | GS  | QR    |
|  | ---- | ------------------- | -- | -- | -- | -- | -- | -- | --- | ----- |
|  | 1.   | Rangers             | 55 | 38 | 25 | 5  | 8  | 96 | 46  | 2,087 |
|  | 2.   | Celtic              | 52 | 38 | 24 | 4  | 10 | 92 | 45  | 2,044 |
|  | 3.   | Hearts              | 50 | 38 | 20 | 10 | 8  | 87 | 51  | 1,706 |
|  | 4.   | Hamilton Academical | 48 | 38 | 19 | 10 | 9  | 87 | 67  | 1,299 |
|  | 5.   | St. Johnstone       | 46 | 38 | 18 | 10 | 10 | 66 | 46  | 1,435 |
|  | 6.   | Aberdeen            | 44 | 38 | 17 | 10 | 11 | 68 | 54  | 1,259 |
|  | 7.   | Motherwell          | 40 | 38 | 15 | 10 | 13 | 83 | 64  | 1,297 |
|  | 8.   | Dundee              | 40 | 38 | 16 | 8  | 14 | 63 | 63  | 1,000 |
|  | 9.   | Kilmarnock          | 38 | 38 | 16 | 6  | 16 | 76 | 68  | 1,118 |
|  | 10.  | Clyde               | 38 | 38 | 14 | 10 | 14 | 71 | 69  | 1,029 |
|  | 11.  | Hibernian           | 36 | 38 | 14 | 8  | 16 | 59 | 70  | 0,843 |
|  | 12.  | Queen's Park        | 36 | 38 | 13 | 10 | 15 | 61 | 80  | 0,763 |
|  | 13.  | Partick Thistle     | 35 | 38 | 15 | 5  | 18 | 61 | 68  | 0,897 |
|  | 14.  | Airdrieonians       | 33 | 38 | 13 | 7  | 18 | 64 | 72  | 0,889 |
|  | 15.  | Dunfermline         | 31 | 38 | 13 | 5  | 20 | 56 | 96  | 0,583 |
|  | 16.  | Albion Rovers       | 29 | 38 | 10 | 9  | 19 | 62 | 77  | 0,805 |
|  | 17.  | Queen of the South  | 29 | 38 | 11 | 7  | 20 | 52 | 72  | 0,722 |
|  | 18.  | Ayr Utd             | 29 | 38 | 12 | 5  | 21 | 61 | 112 | 0,545 |
|  | 19.  | St. Mirren          | 27 | 38 | 11 | 5  | 22 | 49 | 70  | 0,700 |
|  | 20.  | Falkirk             | 24 | 38 | 9  | 6  | 23 | 58 | 82  | 0,707 |

Legenda:
      Campione di Scozia.
      Retrocesso in Division Two 1935-1936.
Regolamento:
Due punti a vittoria, uno a pareggio, zero a sconfitta.
A parità di punti, le posizioni in classifica venivano determinate sulla base del quoziente reti.